# Seine-Maritime
Seine-Maritime là một tỉnh của Pháp, thuộc vùng hành chính Normandie, tỉnh lỵ Rouen, bao gồm 3 quận với các quận lỵ còn lại là: Dieppe, Le Havre.